# Scanner (radio)

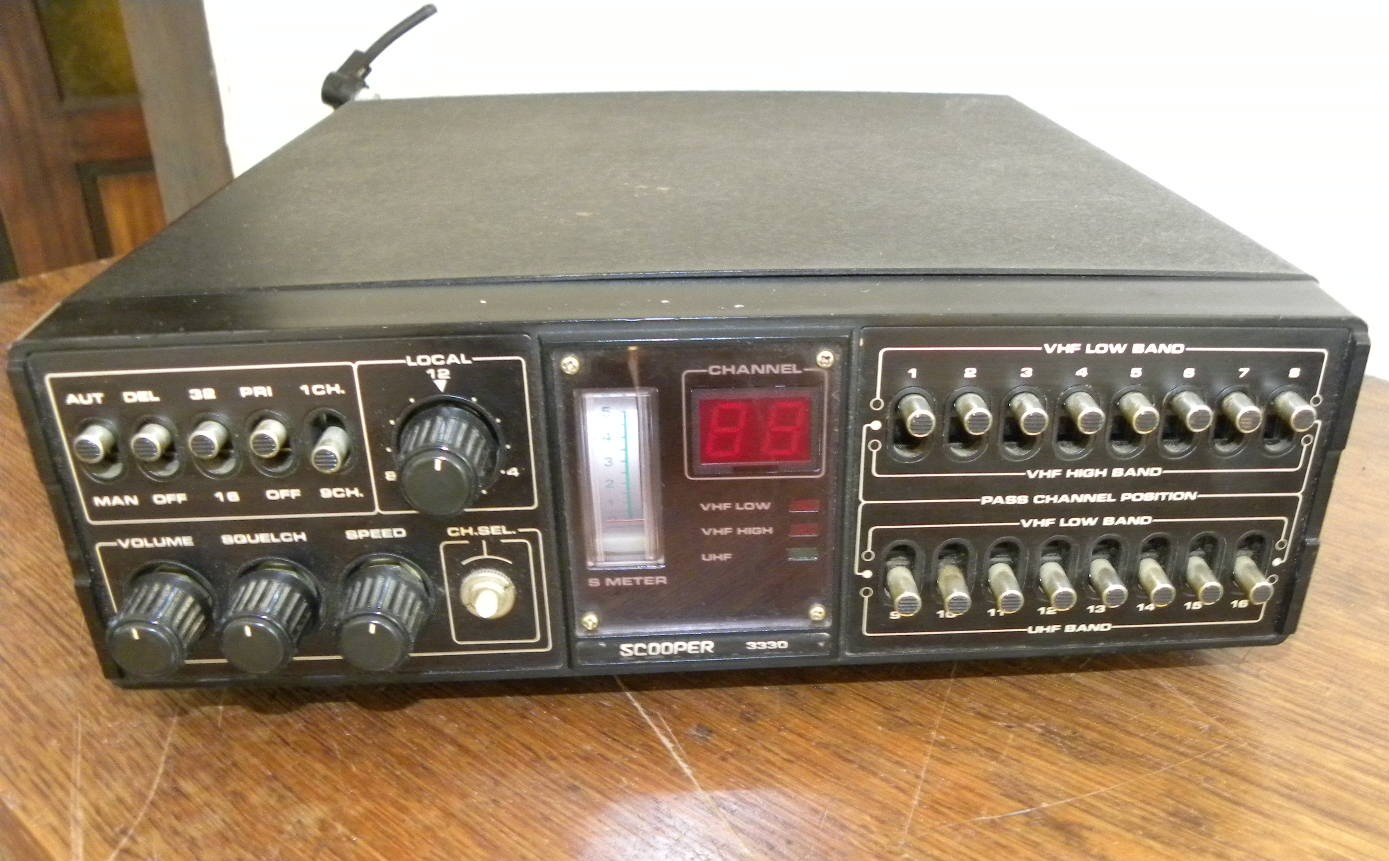
Een zeer uitgebreid oud model scanner, uitgerust met kristallen (Scooper 3330)

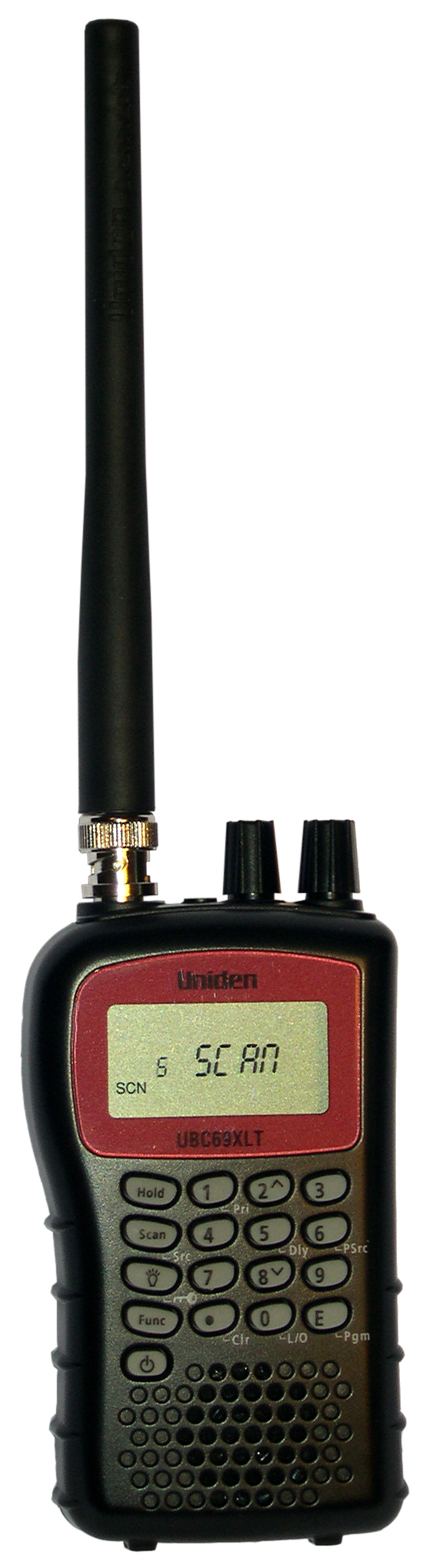
Handscanner, Uniden Bearcat

Een scannerradio is een radio waarop de gesprekken van onder andere radiozendamateurs, politie, brandweer en meer instanties te beluisteren zijn. Een belangrijk kenmerk van een scanner is dat hij voortdurend een reeks kanalen aftast en stopt zodra er een signaal aanwezig is, om daarna weer verder te zoeken.

## Geschiedenis
Scanners waren vooral in de jaren tachtig en negentig populair, omdat de meeste radiocommunicatie nog analoog en onvercijferd was. Tegenwoordig is de communicatie van de brandweer, politie en ambulance niet meer te ontvangen op de scanner; deze hulpdiensten zijn overgestapt op een nieuw, digitaal communicatiesysteem genaamd C2000. Ook het Nederlandse autotelefoonnet is sinds 1 oktober 1999 niet meer te ontvangen omdat men is overgegaan op het digitale gsm-systeem. Men kan nog wel naar andere instanties en bedrijven luisteren, zoals bijvoorbeeld beveiligingsbedrijven, en naar communicatie in de commerciële en militaire luchtvaart.

## Techniek
In de jaren zeventig van de twintigste eeuw kwamen de eerste betaalbare scanners op de markt. Deze waren uitgerust met kristallen: voor iedere frequentie moest een afzonderlijk kristal worden aangeschaft. Scanners hadden vier tot zestien kristallen, die afzonderlijk konden worden in- en uitgeschakeld. De scanner luistert gedurende een korte tijd (een fractie van een seconde) op iedere actieve frequentie. Een squelch laat de scanner stoppen wanneer een zender actief is op die frequentie. Omdat de frequentie van de mobiele stations vaak niet gelijk is aan die van de vaste post moet de scanner na ontvangst van een van beide signalen snel weer verder om het antwoord op het andere kanaal te kunnen ontvangen. Om technische redenen hadden deze scanners intern afzonderlijke circuits voor een of meer van de volgende frequentiebereiken: VHF laag (70-87 MHz), VHF hoog (140-170 MHz) en UHF (400-480 MHz).
Het aanschaffen van kristallen voor iedere frequentie waarvoor men belangstelling heeft, is kostbaar, en frequenties worden af en toe gewijzigd. Toen in het begin van de jaren tachtig de PLL-techniek het mogelijk maakte om frequenties eenvoudig via een toetsenbord te programmeren, kwamen "synthesized" scanners op de markt die al snel de meeste kristalscanners vervingen.
Een 'scannerradio' wordt vaak 'politiescanner' of een 'luchtvaartscanner' genoemd, afhankelijk van het gebruik waarvoor deze is gemaakt. Niet iedere scanner is in staat om luchtvaartverkeer te ontvangen omdat in de luchtvaartband de zenders AM-gemoduleerd zijn, terwijl de meeste mobilofoons en portofoons met frequentiemodulatie werken.
Een van de bekendste merken is Uniden Bearcat. Er zijn echter nog vele andere merken, zoals Realistic, Commtell, Handic, ICOM en Yupiteru.
De nieuwste trend in scannertechniek is het gebruik van SDR, in combinatie met een stukje software op de pc. De hardware is voor weinig geld te koop en kan op een USB-aansluiting van de computer worden aangesloten. Software voor de aansturing is te downloaden en is vaak onder een vrije licentie beschikbaar.
Voor alle scanners is een goede antenne voor het gewenste frequentiebereik, liefst buiten op een zo hoog mogelijke plek met vrij zicht gemonteerd, zeer belangrijk voor een goede ontvangst. Bij de frequenties waarop de meeste mobiele zenders werken is de verzwakking van het signaal door bebouwing aanzienlijk. Dit geldt vooral voor frequenties boven 300 MHz. Een goede antennekabel van de juiste impedantie is ook zeer belangrijk.

## P2000
Voor P2000 zijn speciale ontvangers op de markt. P2000 werkt met tekstuele berichten, die ongeveer te vergelijken zijn met de pagers uit de jaren 90. Het P2000-systeem verschilt met de semafoons. Er zijn meer mogelijkheden en opties, zoals het versturen van een bericht naar meerdere ontvangers en het alarmeren van (zoals bij de brandweer van toepassing is) één of meerdere blusgroepen. Vele hulpdiensten maken tegenwoordig gebruik van P2000: de persvoorlichters van de politie, ambulancediensten (geen persoonlijke informatie), de brandweer, traumahelikopters en de KNRM.

## Te ontvangen communicatie
Met een scanner zijn of waren onder andere de volgende zaken te ontvangen:
- In de VHF-band:
  - VHF laag (70-87 MHz): mobilofoons (voorheen politie) (NBFM)
  - VHF hoog (117,975-137 MHz): civiele luchtvaartcommunicatie (AM)
  - VHF hoog (137-156 MHz): radiozendamateurs, mobilofoons, portofoons (voorheen brandweer) (NBFM)
  - VHF hoog (156-162,025 MHz): marifoons
  - VHF hoog (232-388 MHz): militaire luchtvaartcommunicatie
  - VHF hoog (overig): semafoons
- In de UHF-band:
  - 430-450 MHz: radiozendamateurs, PMR446, LPD
  - Overig: draadloze microfoons

## Wetgeving
Het is in Nederland legaal naar de zenders via een scanner (en andere radio-ontvangers) te luisteren. In België is het bezitten en beluisteren van een scanner toegestaan. Al mag men alleen luisteren naar frequenties waar er toestemming voor is verkregen. Zonder toestemming is het alleen toegestaan om naar Radioamateurs of andere zogenaamde vrij beluisterbare zenders te luisteren. De Belgische politie, brandweer en ambulance zijn tussen 2004 en 2005 overgeschakeld naar het digitale Astrid-communicatiesysteem, een alternatief voor C2000.